# 끈 이론

끈 이론에 따르면 모든 물질은 진동하고 있는 매우 작은 끈들로 이루어진다. ① 거시적인 물질 (예: 다이아몬드). ② 물질을 이루고 있는 분자 구조 (예: 탄소 원자의 다이아몬드 격자). ③ 분자를 이루고 있는 원자 구조. ④ 원자 궤도를 이루는 전자. ⑤ 원자핵을 구성하는 핵자(양성자·중성자)는 쿼크와 글루온으로 구성된다. ⑥ 끈 이론에 따르면, 전자와 쿼크, 글루온은 사실 진동하고 있는 미세한 끈으로 볼 수 있다.

끈 이론(영어: string theory)은 1차원의 개체인 끈과 이에 관련된 막(幕, brane)을 다루는 물리학 이론이다. 양자장론에서는 (0차원의) 점입자를 다루는데, 이에 따라 여러 무한대가 생겨 기본 이론으로 적절하지 않다. 끈 이론은 대신 크기를 지닌 개체를 다룸으로써 이러한 무한대를 피한다. 또한 끈 이론은 게이지 이론과 일반 상대론을 자연스럽게 포함한다. 이러한 성질 때문에 끈 이론은 모든 것의 이론의 유력한 후보들 가운데 하나다. 이 밖에도 양자 색역학, 우주론 등에서도 쓰인다.
물리학의 이전 이론이 기본 입자를 점입자로 나타내었지만, 끈 이론에서는 기본 입자를 1차원의 끈으로 나타내었기 때문에 입자 이론이 해결할 수 없는 문제를 해결할 수 있다. 물론 끈을 아주 멀리에서 보면 다시 점입자와 다르지 않게 보이기 때문에 거시적인 부분에서는 기존의 역학을 그대로 사용할 수 있다는 이점이 있다. 무엇보다도 끈을 양자화하면 스핀이 2인 입자가 있어야 하며 이를 중력자로 해석할 수 있다. 그러나 2023년 현재 끈 이론을 비롯한 물리학의 어떤 이론도 양자 중력 이론을 완성해 내지 못하고 있다.
끈을 기술하는 변수가 보손인 끈 이론을 보손 끈 이론이라고 하고, 초대칭(페르미온)쌍을 도입한 초대칭 끈 이론을 초끈 이론(superstring theory)이라고 한다.

## 역사
1960년대 말에, 강입자의 산란이 특별한 성질을 가진다는 사실이 알려졌다. 이에 따라, 산란 진폭이 만델스탐 변수 {\displaystyle s,t,u}에 대하여 대칭적인 꼴을 가지게 된다. 이 현상을 설명하기 위하여, 1968년에 가브리엘레 베네치아노가 이중 공명 모형(dual resonance model)이라는 모형을 도입하였다. 클로드 러블레이스(Claud Lovelace)는 이 이론이 우리가 관측하는 4차원 밖의 추가 차원이 없이는 일관적이지 못하다는 사실을 증명하였다.
1969년에, 난부 요이치로와 홀게르 베크 닐센(덴마크어: Holger Bech Nielsen), 레너드 서스킨드 등이 독자적으로 이중 공명 모형이 사실 진동하는 끈들을 나타낸다는 사실을 증명하였고, 이후 이중 공명 모형은 "끈 이론"이라는 이름으로 불리게 되었다. 1970년에 피에르 라몽이 초대칭을 발견하여, 이론에 페르미온을 추가할 수 있다는 사실을 보였다. 1974년에 요네야 다미아키(米谷民明)와 존 헨리 슈워츠, 조엘 셰르크 가 끈 이론은 필연적으로 중력자를 포함하고, 따라서 양자 중력을 포함한 모든 것의 이론이라는 사실을 보였다. 이 즈음에, 강입자를 끈 이론 대신 양자 색역학으로 더 효과적으로 다룰 수 있다는 사실이 발견되었다.
1980년대에는 잡종 끈 이론과 칼라비-야우 다양체의 중요성 등이 발견되었다. 1990년대에 조지프 폴친스키 가 끈 이론은 끈 말고도 D-막이라는 대상을 포함한다는 사실을 밝혔다. 1995년에는 에드워드 위튼이 당시 알려졌던 5개의 끈 이론이 사실은 11차원 M-이론의 서로 다른 축소화들이라는 사실을 발표하였다. 1997년에 후안 말다세나는 AdS/CFT 대응성을 발견하였고, 이에 따라 끈 이론이 다 강입자 물리학 및 응집물질물리학에 응용되게 되었다.

## 성질

### 유일함
끈 이론은 푸앵카레 대칭, 미분동형사상 대칭, 초대칭 등 각종 대칭을 포함하고 있다. 따라서 이론에 임의의 항을 추가할 수 없고, 임의의 상수를 포함하지 않는다. 이론에서 결합상수의 역할을 하는 수는 스칼라장의 진공 기댓값(모듈러스)으로 결정된다.
임의의 상수가 없어도, 끈 이론에서 부여하는 경계조건 등에 따라 총 5종의 (초)끈 이론이 존재한다. 그러나 1990년대에 들어와서 이 여러 이론들이 사실은 하나의 이론 (M이론)의 여러 극한이라는 사실이 발견되었다. 5종의 초끈 이론은 서로 이중성(T-이중성, S-이중성)으로 서로 연관되어, 사실 하나의 이론의 서로 다른 상으로 간주하여야 한다.

### 추가 차원과 공간 말기
임의의 시공 차원에서 존재하는 일반적인 이론과는 달리, 끈 이론은 일관성을 위하여 특정한 시공 차원에서만 존재한다. 즉 M이론은 오직 11차원에서만 존재한다. (보손 끈 이론은 26차원에서 존재하고, 초끈이론은 10차원에서 존재한다. 또한 F이론은 12차원에서 존재한다.) 여분의 공간은 현상론적으로 여러 가지 흥미로운 성질을 가지고, 이러한 모형은 끈 이론 이전에도 칼루차-클라인 이론이라는 이름으로 연구되어 왔다.
실제로 관측된 4차원 밖의 다른 추가 차원에 대하여서는 크게 두 종류의 설명이 있다. 하나는 추가 차원이 아주 작은 크기로 축소화(영어: compactification)되어 관측되지 않았다는 것이다. 이 경우 추가 차원은 칼라비-야우 다양체를 이룬다. 다른 하나는 우리 우주는 11차원 시공 내의 4차원 부분공간(브레인)에 있다는 이론이다. 이와 같은 이론에는 랜들-선드럼 모형 등이 있다.

### 유한성
대부분의 양자장론은 건드림이론에서 유한하지 않고, 따라서 재규격화가 필요하다. 이에 반하여 끈 이론은 건드림이론에서 유한하다고 학자들은 믿고 있다. 건드림이론을 벗어나면 끈 이론도 발산하게 되나, 이는 M이론 등이 해결할 수 있는 문제라고 추측하고 있다.

### 일관적인 양자중력
일반상대론은 재규격화할 수 없다. 여기에 초대칭을 더한 초중력 모형은 그 발산 정도가 줄어드나, 그래도 (심지어 11차원 초중력도) 건드림이론에서 발산하게 된다. 끈 이론에서는 중력이 자동적으로 나타내고, 또 건드림이론에서 유한하기 때문에 일관적인 양자중력 이론을 이룬다. 여기서 초중력은 끈 이론의 저에너지 유효이론으로 나타나게 된다.

### 우주론 및 블랙홀
빅뱅이나 블랙홀과 같은, 일반상대론에서 나타나는 특이점에서는 고전적 중력이 무너지고 양자중력 효과가 중요해진다. 끈 이론은 일관적인 양자중력 이론으로서, 이러한 상태를 해석하는 데 도움을 준다. 특히, 끈 이론에서는 (특수한 경우) 블랙홀의 베켄슈타인-호킹 엔트로피 {\displaystyle S=A/4G}를 유도할 수 있다.

### 게이지 이론과의 관련
자연계는 낮은 에너지에서 게이지 이론 (표준 모형)으로 나타내어진다. 따라서 끈 이론은 낮은 에너지에서 게이지 대칭을 자연스럽게 재현하여야 한다. 끈 이론에서는 게이지 대칭을 여러 방법으로 만들 수 있다.
- 잡종 끈 이론은 자연스럽게 Spin(32) 또는 E8×E8 게이지 대칭을 포함한다. 이 중 E8은 자연스럽게 대통일 군을 이룬다.
- {\displaystyle N}개의 D-막과 O-평면을 써서 SU({\displaystyle N}), SO({\displaystyle N}), 또는 Sp(2{\displaystyle N}) 게이지 대칭을 만들 수 있다.
- 칼루차-클라인 축소화를 거치면 자연스럽게 게이지 대칭이 생긴다. 예를 들어, 원환체 {\displaystyle T^{n}}에서는 {\displaystyle U(1)^{n}} 대칭이, 구 {\displaystyle S^{n}}에서는 {\displaystyle SO(n+1)} 대칭이, 복소수 사영 공간 {\displaystyle CP^{n}}에서는 {\displaystyle SU(n+1)} 대칭이 생긴다.
- F이론에서는 E6, E7, E8 등의 게이지 군을 얻을 수 있다.[30] 마찬가지로, G2 홀로노미 공간 위에 축소화한 M이론에서도 예외적 게이지 군을 얻을 수 있다.

또한, 특수한 경우에서는 끈 이론이 고차원 등각 장론과 동등하다. 이를 AdS/CFT 대응성이라고 부른다. 예를 들어 AdS5×S5에 축소화한 IIB종 끈 이론은 {\displaystyle {\mathcal {N}}=4} 초대칭 양-밀스 이론과 대응한다. 이에 따라 끈 이론을 게이지 이론으로 설명할 수 있고, 반대로 게이지 이론을 끈 이론으로 설명할 수 있다. 이에 따라 중핵이온(heavy ion)의 성질을 블랙홀 등으로 설명하는 연구가 진행 중이다.

## 끈 이론의 개체

끈의 상호작용

### 열린 끈과 닫힌 끈
끈은 열린 끈과 닫힌 끈 두 종류가 있다. 닫힌 끈은 고리 모양으로 끝점이 없으나, 열린 끈은 두 개의 끝점을 가진다. 이 끝점은 D-막의 끝에 붙어 있다. 닫힌 끈만으로도 이론을 만들 수 있으나 만약 이론이 열린 끈을 포함한다면 (열린 끈 두개가 붙어서 닫힌 끈을 만들 수 있기 때문에) 닫힌 끈도 포함해야 한다.
끈은 고전적으로 여러 진동 모드를 지니며, 이는 양자화하면 입자를 나타낸다. 진동 모드의 특징이 입자의 특징(질량, 스핀 등)을 결정한다. 이는 마치 악기의 현 하나가 진동하는 방식에 따라 여러 음색의 소리를 내는 것과 같다. 닫힌 끈에서는 (유향(oriented) 끈의 경우) 왼쪽으로 전파하는 진동과 오른쪽으로 전파하는 진동, 즉 두 진동 모드 세트가 있다. 열린 끈은 닫힌 끈을 반으로 "접은" 것으로 간주할 수 있으며, 따라서 왼쪽 진동 모드와 오른쪽 진동 모드가 정상파를 이뤄 하나의 진동모드 세트를 이룬다.
고전적 상대론적 끈은 난부-고토 작용 및 폴랴코프 작용으로 간단하게 기술할 수 있다. 이를 일관적으로 양자화하려면 (음의 노름을 지닌 유령 상태를 없애려면) 등각대칭을 보손하거나 아니면 푸앵카레 대칭성을 깨야 한다. 일반적으로 등각대칭은 변칙적으로 깨지지만, 특정 차원 및 영점 에너지의 경우 깨지지 않는다. 따라서 보손 끈 이론은 26차원, 초끈 이론은 10차원에서만 모순 없이 존재한다.

### D-막
D-막(D-brane)은 열린 초끈의 양끝이 닿아 있는 시공간 속의 물체이다. 폴친스키와 다이, 레이 등이 발견하였으며 비섭동 초끈이론에서 매우 중요한 요소이다. 게이지-중력 양면성을 가능하게 한다.

### 다른 막
비섭동적인 현상을 고려하면, S-이중성이라는 현상을 얻는다. 이에 따라 NS5-막과 S-막 등의 존재를 유추할 수 있다.

## 종류
초대칭을 포함하지 않는 끈 이론을 보손 끈 이론이라 한다. 이 경우 열린 끈을 허용할 수 있고, 허용하지 않아도 된다. 보손 끈 이론은 그러나 초대칭이 없으므로 페르미온을 포함하지 않는다. 또한 이들은 타키온을 지녀, 건드림이론을 믿을 수 없고, 타키온 응축을 분석하여 참 진공이 존재하는지, 존재한다면 어디인지를 찾아야 한다. 열린 끈의 경우에는 끈 장론을 써서 참 진공이 존재한다는 사실을 밝혔으나, 아직 닫힌 끈은 참 진공이 어디인지 알지 못한다. 보손 끈 이론은 26차원에서 존재한다. 열린 끈 이론은 변칙을 피하기 위하여 SO(8192)의 게이지 대칭을 지녀야 한다. 이는 8192개의 D-막이 서로 겹쳐 있는 것으로 이해할 수 있다.
보손 끈에 초대칭을 더하면 초끈 이론을 얻는다. 초끈은 10차원에서 존재한다. 각 진동 모드에 적용하는 경계조건에 따라 총 다섯가지 초끈 이론이 있다.
- I종
- IIA종
- IIB종
- E8×E8 이종 (HE종)
- SO(32) 이종 (HO종)

I종 초끈 이론은 열린 끈과 닫힌 끈을 포함하며, 초대칭이 하나밖에 없다. (이름에서 "I"는 10차원 초대칭이 한 개임을 뜻한다.) II종 초끈 이론은 닫힌 끈만 포함하며, 왼쪽 진행파와 오른쪽 진행파가 각각 하나의 10차원 초대칭을 가진다. 손지기 여부에 따라 IIA와 IIB로 나눈다. 잡종 끈 이론이란 I종 이론과 보손 끈 이론을 섞은 것으로, 그 게이지 군에 따라 E8×E8 또는 SO(32) 잡종 끈이론으로 불린다. 이들의 성질은 다음 표와 같다. (여기서 {\displaystyle C_{p}}는 {\displaystyle p}-형식 라몽-라몽 장을 뜻한다.)
이 밖에도 0A·B종 초끈 이론이 있으나, 이들은 (이름과 달리) 실제 초대칭을 갖지 않고 (페르미온이 없고), 보손 끈 이론과 마찬가지로 타키온을 지닌다. 따라서 이는 현상론적으로는 쓸모없다.
이 5종의 초끈 이론은 서로 이중성(二重性, 영어: duality)이라는 여러 관계를 지닌다. 이들은 T-이중성, S-이중성, 그리고 이들을 확장한 U-이중성 등이 있다. 이런 이중성 아래, 5종의 초끈 이론은 어떤 하나의 이론의 여러 극한에 대한 건드림이론이라는 사실이 밝혀졌다. 이 이론은 11차원에서 존재하는데, 그 낮은 에너지의 고전적 이론은 11차원 초중력인 사실이 알려져 있다. 이는 대개 M이론으로 불리나, 이에 대한 자세한 (건드림이론을 넘은) 묘사는 아직 완전히 알려지지 않았다. M이론은 에드워드 위튼이 1995년 제2차 끈이론 혁명 가운데 발견하였다.
| 이름         | 시공 차원 | 초대칭    | 끈 종류      | 안정한 막 종류                         | 무질량 입자                                                              | 게이지 군   | 타키온 |
| ------------ | --------- | --------- | ------------ | -------------------------------------- | ------------------------------------------------------------------------ | ----------- | ------ |
| 보손 닫힌 끈 | 26        | N = 0     | 닫힌 끈      | 자기 21-막                             | 중력자, 액시온, 딜라톤                                                   | 없음        | 포함   |
| 보손 열린 끈 | 26        | N = 0     | 열린/닫힌 끈 | D25 (×4096, 타키온 응축에 의하여 붕괴) | 중력자, 딜라톤, 게이지장                                                 | SO(8192)    | 포함   |
| I            | 10        | N = (1,0) | 열린/닫힌 끈 | D1, D5, D9 (×16)                       | 중력자, 딜라톤, 게이지장, C2, 그래비티노, 딜라티노, 게이지노             | SO(32)      | 없음   |
| IIA          | 10        | N = (1,1) | 닫힌 끈      | D0, D2, D4, D6, D8, NS5                | 중력자, 캘브-라몽 장, 딜라톤, C1, C3, 그래비티노 (×2), 딜라티노 (×2)     | U(1)        | 없음   |
| IIB          | 10        | N = (2,0) | 닫힌 끈      | D(−1), D1, D3, D5, D7, D9, NS5         | 중력자, 캘브-라몽 장, 딜라톤, C0, C2, C4, 그래비티노 (×2), 딜라티노 (×2) | 없음        | 없음   |
| O(32) 잡종   | 10        | N = (1,0) | 닫힌 끈      | NS5                                    | 중력자, 캘브-라몽 장, 딜라톤, 게이지장, 그래비티노, 딜라티노, 게이지노   | Spin(32)/Z2 | 없음   |
| E8×E8 잡종   | 10        | N = (1,0) | 닫힌 끈      | NS5                                    | 중력자, 캘브-라몽 장, 딜라톤, 게이지장, 그래비티노, 딜라티노, 게이지노   | E8×E8       | 없음   |
| M이론        | 11        | N = 1     | 없음         | M2, M5, 세계끝 9-막                    | 중력자, 그래비티노, C3                                                   | 없음        | 없음   |
일반적으로, 끈 이론은 그 세계면에 존재하는 2차원 등각 장론에 의하여 정의된다. 끈 이론에서, 끈의 세계면 위에 존재하는 이론은 2차원 등각 장론이다. 끈 이론은 바일 대칭을 게이지 대칭으로 가지고 있고, 이에 따라 세계면 이론의 중심 전하는 {\displaystyle (c,{\bar {c}})=(0,0)}이어야 한다.:86–89 즉, 끈 이론은 중심 전하가 0인 2차원 등각 장론에 의하여 정의되며, 이를 세계면에서 (실제) 시공간으로 재해석하면 끈 이론을 얻는다. 구체적으로, 대응 관계는 다음과 같다.
| 세계면                                                 | 시공간                             |
| ------------------------------------------------------ | ---------------------------------- |
| 2차원 등각 장론                                        | 끈 이론                            |
| 초등각 장론                                            | 초끈 이론                          |
| 스칼라장의 수                                          | 시공간의 차원                      |
| 등각 장론의 결합 상수                                  | 시공간에서의 장                    |
| 결합 상수의 재규격화군 방정식 {\displaystyle \beta =0} | 시공간 장의 오일러-라그랑주 방정식 |

## 끈 이론의 의의
끈 이론은 통일장이론의 해결책으로 제시될 수 있다. 아인슈타인의 일반상대성이론과 양자역학을 한데 묶어 내어 얻어 낸 방정식에서 크나큰 오류가 발생한다. 예를 들어 이 방정식을 이용하여 '중력장하에서 어떤 물리적 과정이 일어날 확률'을 계산하게 되면 우리가 흔히 생각하는 '78%', '90%'와 같은 확률이 이 아니라 무한대의 확률이 나오게 된다. 이러한 모순을 해결하기 위한 노력에 의해 탄생하게 된 초끈이론, 즉 끈 이론은 일반적으로 우리가 볼 수 있는 '3차원의 공간과 1차원의 시간'이 아니라 '9차원의 공간과 1차원의 시간'을 가정으로 하고 있고, 초끈이론이 더욱 발전된 형태인 M-이론은 '10차원의 공간과 1차원의 시간'이라는 가정을 두고 있다. 따라서 이 끈 이론의 의의는 아인슈타인이 죽기 전까지 해결하지 못한 통일장이론을 완성시키는 하나의 도구가 될 수 있다는 점과 우리가 보지 못한 또 다른 여분의 차원이 존재함을 암시해 준다는 점에서 의의가 있다고 할 수 있다.

## 끈 이론의 미래
모든 것의 이론의 후보 중 하나라고 여겨지는 끈 이론은 현재 다음과 같은 문제를 안고 있다.
1. 실험으로 검증하기 아주 어렵다. 가까운 미래만 본다면 거의 불가능하다. 끈 이론이 예측하는 물리 현상은 현재의 입자 가속 장치 LHC등으로 도달할 수 있는 영역보다 현저하게 작은 크기(약 {\displaystyle 10^{-33}} cm)의 현상들이다. 이를 바탕으로 하여 여기에서 실험 가능한 크기의 현상을 설명하자면, 적당한 가정이 필요하다. 칼라비-야우 다양체, 초대칭짝, 플롭 전환(flop transition)과 오비폴딩 등은 이러한 가정을 바탕으로 하고 있다.
2. 끈이론에 기초한 입자물리학 모형을 구성하기 위해 물리학자들은 일반적으로 시공간의 여분의 차원을 나타내는 다양체를 특정하는 것으로 시작한다. 이러한 각각의 다른 다양체는 입자들과 힘들의 집합이 다른 가능한 우주, 즉 진공 상태에 해당한다. 끈이론에서 현재 이해되고 있는 바, 가능한 진공 상태는 일반적으로 약 10^500개 정도로 추정되며, 낮은 에너지에서 관측될 수 있는 거의 모든 현상을 수용할 수 있을 만큼 충분히 다양할 수 있다. 끈이론을 비판하는 많은 사람들은 끈이론이 묘사하는 우주의 수가 너무 많다는 것에 대해 우려를 표명했다. 콜롬비아 대학교 수학과 강사인 피터 보이트는 그의 책 "틀리지 조차 못했다"에서, 너무 많은 다른 물리적 시나리오들이, 끈이론을 입자물리학의 모델을 구성하는 틀로서 공허하게 만든다고 주장했다. 어떤 물리학자들은 이와 같이 많은 수의 해가 물리 상수의 관측값, 특히 우주 상수의 작은 값에 대한 자연스러운 인류 원리적 설명을 가능하게 할 수 있기 때문에 실제로 긍정적인 점이라고 믿는다. 인류 원리는 물리 법칙에 나타나는 상수들 중 일부는 어떤 근본적인 원리에 의해 고정된 것이 아니라 지적 생명체의 진화와 양립할 수 있어야 한다는 생각이다. 1987년에 스티븐 와인버그는 우주 상수가 너무 클 수 없거나 그렇지 않았다면 은하와 지적 생명체가 발달할 수 없었을 것이라고 주장하는 논문을 발표했다. 와인버그는 각각 다른 값의 우주 상수를 가진 가능한 엄청난 수의 일관된 우주들이 있을 수 있다고 제안했고, 관측은 오직 인간이 지적 생명체를 가능하게 한 우주에 살게 했고, 따라서 관측자들이 존재하게 한 우주에 우연히 살고 있기 때문에 우주 상수의 작은 값을 나타냄을 말해준다고 주장했다. 끈이론학자 레너드 서스킨드는 끈이론이 우주 상수의 작은 값에 대한  자연스러운 인류 원리적 설명을 제공한다고 주장했다. 서스킨드에 따르면 끈이론의 서로 다른 진공 상태들은 더 큰 다중우주 안에서 서로 다른 우주들로 실현될 수 있다. 인류가 관측한 우주가 작은 우주 상수를 가지고 있다는 사실은 생명체가 존재하기 위해서는 작은 값이 필요하다는 사실의 단순한 결과일 뿐이다. 많은 저명한 이론가들과 비평가들은 서스킨드의 결론에 동의하지 않았다. 보이트에 따르면, "이 경우 [인류 원리적 추론]은 실패의 핑계에 지나지 않는다. 가설적인 과학적 아이디어는, 잘못된 예측을 했을 때뿐만 아니라, 그 아이디어들이 공허하고 어떤 것도 예측할 수 없다는 것이 밝혀졌을 때도 실패한다."
3. 수학적인 끈 이론의 수립에는 적당한 배경 중력장에 대한 가정이 필요하다. 이에 의존하지 않는 이론적 수립이 없다. 일반 상대성 이론의 기본적인 특성 중 하나는 배경에 독립적이라는 것인데, 이는 이론의 공식화가 어떤 식으로든 특정 종류의 시공간 기하학에 특권을 부여하지 않는다는 것을 의미한다. 초기부터 제기된 끈이론에 대한 주요한 비판 중 하나는 끈이론이 명백하게 배경에 독립적이지 않다는 것이다. 끈이론에서는 일반적으로 시공간에 고정된 기준 기하학을 지정해야 하며, 다른 모든 가능한 기하학은 이 고정된 기하학의 섭동으로 묘사된다. 물리학자 리 스몰린은 그의 저서 "물리학의 문제"에서 끈이론이 일반상대성이론의 중요한 통찰력을 통합하는 데 실패했다고 말하면서 이것이 양자중력이론으로서의 끈이론의 주된 약점이라고 주장한다. 다른 이들은 스몰린의 주장에 동의하지 않는다. 스몰린의 책에 대한 리뷰에서 끈이론학자 조셉 폴친스키는 다음과 같이 말한다: "[스몰린]은 설명될 물리학 중 하나에 사용되는 수학적 언어의 한 측면을 착각하고 있다. 새로운 물리학 이론들은 종종 그들에게 가장 적합하지 않은 수학적 언어를 사용하여 발견된다... 끈 이론에서 지금 사용되는 언어가 사용되지 않더라도 물리학은 항상 배경에 독립적이라는 것이 분명했으며, 더 적합한 언어를 찾는 작업이 계속되고 있다. 실제로 스몰린이 뒤늦게 언급한 바와 같이 [AdS/CFT]는 이 문제에 대해 예상치 못한 강력한 해결책을 제공한다." 폴친스키는 중력장이 점근적으로 반 드 시터가 될 필요가 없는 중력에 대한 홀로그래픽 설명을 개발하는 것이 양자 중력의 중요한 열린 문제라고 언급했다. 스몰린은 AdS/CFT 대응이 현재 이해되고 있는 것처럼 배경 독립성에 대한 모든 우려를 해결할 만큼 충분하지 않을 수 있다고 대답했다.
4. 끈 이론은 섭동 이론을 기본적으로 쓰며, 건드림에 의존하지 않는 이론이 아직 없다. 건드림 이론을 쓰지 않는 영역에 대해서는 최근 연구가 시작되기는 하였으나 총론에 머물고 있는 상태이다.
5. 앞으로 끈 이론의 연구가 진전되기 위해서는 다른 이론들이 많이 필요하다.

## 같이 보기
- 양자 중력
- 고리 양자 중력
- 트위스터 이론(twister theory)
- 양자장론

## 참고 자료

### 대중적 자료
- Paul Davies; Julian R. Brown (1988). 《Superstrings: A Theory of Everything?》. Cambridge University Press. ISBN 0-521-43775-X.
- Gribbin, John, The Search for Superstrings, Symmetry, and the Theory of Everything. London, Great Britain: Little Brown and Company (1998). ISBN 0-316-32975-4
- Kaku, Michio, Hyperspace: A Scientific Odyssey Through Parallel Universes, Time Warps, and the Tenth Dimension. New York, Oxford University Press (1994). ISBN 0-19-508514-0.
- 박재모, 현승준 (2004). 《초끈이론: 아인슈타인의 꿈을 찾아서》. 살림지식총서 126. 살림출판사. ISBN 8952202902.[깨진 링크(과거 내용 찾기)]
- 그린, 브라이언 (2002). 《엘러건트 유니버스》. 박병철 역. 승산. ISBN 9788988907283.
  - 원서: Greene, Brian (2003). 《The Elegant Universe: Superstrings, Hidden Dimensions, and the Quest for the Ultimate Theory》 2판. W.W. Norton & Company. ISBN 0-393-05858-1.
- 남순건 (2007). 《스트링 코스모스》. 지호. ISBN 89-5909-025-5.
- 이범훈 (2008년 9월). “끈이론 소개와 국내외 연구 동향” (PDF). 《물리학과 첨단기술》 (한국물리학회) 17 (9): 2–6. 2016년 3월 5일에 원본 문서 (PDF)에서 보존된 문서. 2012년 10월 17일에 확인함.
- 김원태, 남순건, 현승준 (2008년 9월). “블랙홀과 초끈 이론” (PDF). 《물리학과 첨단기술》 (한국물리학회) 17 (9): 7–13. 2016년 3월 5일에 원본 문서 (PDF)에서 보존된 문서. 2012년 10월 17일에 확인함.
- 김항배, 최기운 (2008년 9월). “초끈 현상론의 최근 동향” (PDF). 《물리학과 첨단기술》 (한국물리학회) 17 (9): 28–32. 2016년 3월 5일에 원본 문서 (PDF)에서 보존된 문서. 2012년 10월 17일에 확인함.
- 남순건, 신상진 (2004년 12월). “산란이론을 통해서 본 장론과  끈이론의 반목과 조화” (PDF). 《물리학과 첨단기술》 (한국물리학회) 13 (12): 16–21. 2016년 3월 4일에 원본 문서 (PDF)에서 보존된 문서. 2012년 10월 17일에 확인함.
- 이수종 (2004년 12월). “게이지이론과 끈이론” (PDF). 《물리학과 첨단기술》 (한국물리학회) 13 (12): 22–27. 2016년 3월 4일에 원본 문서 (PDF)에서 보존된 문서. 2012년 10월 17일에 확인함.
- 앨런 구스 외 저. 김성훈 역. 《우주의 통찰》. 와이즈베리. 2016년. ISBN 9788937828751

### 전문 교재
- Green, Michael; Schwarz, John; Witten, Edward (1987). 《Superstring theory》 (영어). Cambridge University Press.
  - Vol. 1: Introduction, ISBN 0-521-35752-7.
  - Vol. 2: Loop amplitudes, anomalies and phenomenology, ISBN 0-521-35753-5.
- Polchinski, Joseph. 《String theory》. 총 2권. 2013년 4월 5일에 원본 문서에서 보존된 문서. 2012년 11월 1일에 확인함.
  - Polchinski, Joseph (1998). 《String theory. Volume 1: An introduction to the bosonic string》 (영어). Cambridge University Press. doi:10.2277/0521633036. ISBN 978-0521633031. Zbl 1006.81521.
  - Polchinski, Joseph (1998). 《String theory. Volume 2: Superstring theory and beyond》 (영어). Cambridge University Press. Bibcode:1998stth.book.....P. doi:10.2277/0521633044. ISBN 978-0521633048. Zbl 1006.81522.
  - Headrick, Matthew (2008). “A solution manual for Polchinski's String Theory”. arXiv:0812.4408.
- Zwiebach, Barton (2009). 《A First Course in String Theory》 2판. Cambridge University Press. Bibcode:2009fcst.book.....Z. doi:10.2277/0521880327. ISBN 0-521-88032-7. 2010년 7월 28일에 원본 문서에서 보존된 문서. 2012년 11월 1일에 확인함.
- Becker, Katrin; Melanie, Becker; John H., Schwarz (2006년 12월). 《Theory and M-Theory: A Modern Introduction》. Cambridge University Press. Bibcode:2007stmt.book.....B. doi:10.2277/0511254865. ISBN 978-0511254864. 2015년 1월 18일에 원본 문서에서 보존된 문서. 2012년 11월 12일에 확인함.